# هوهانس آوتیسیان
هُوْهانِس آوتیسیان (ارمنی: Հովհաննես Նազարեթի Ավետիսյան؛ ۱۲ ژوئن ۱۹۳۹ – ۱ ژوئیهٔ ۲۰۰۰) یک نقاش اهل ارمنستان بود. موضوعات اصلی آثار وی چشم‌انداز، طبیعت بی‌جان، کوهستان‌های ارمنستان بودند.

## زندگی‌نامه
وی در ۱۲ ژوئیه ۱۹۹۹ در گیومری به دنیا آمد. پدر هوهانس به جنگ رفت و دیگر بازنگشت. مادرش نیز زمانی که وی تنها یک سال سن داشت درگذشت. وی و چهار خواهرش یتیم شدند بنابراین مادرشان سرپرستی شان را برعهده گرفت. وی در مدرسه هنری مرکوروف تحصیل نمود. وی همچنین برنده جوایزی همچون شد. وی صاحب دو فرزند به نام‌های آندرانیک و نانه شد. وی در ۱ ژوئیهٔ ۲۰۰۰ در سن ۶۱ سالگی درگذشت.